# Odise Roshi
Odise Roshi, né le 22 mai 1991 à Fier en Albanie, est un footballeur international albanais, évoluant au poste d'ailier droit au Erzurumspor FK.

## Biographie
Sa position principale est avant-centre, mais il peut aussi jouer dans l’entre-jeu. 
Roshi commence sa carrière avec le KS Apolonia Fier, pour qui il fait cinq apparitions lors de la saison 2006-2007. 
Il déménage ensuite au KS Flamurtari Vlorë, avant de rejoindre le 1. FC Cologne. Le 5 février, il marque son premier but contre FC Kaiserslautern (1-0).

## Palmarès
- Championnat de Croatie : 2017